# Marry the Night
Marry the Night è un singolo della cantautrice statunitense Lady Gaga, pubblicato l'11 novembre 2011 come quinto estratto dal secondo album in studio Born This Way.
Scritto dalla stessa Lady Gaga e prodotto insieme a Fernando Garibay, è stato registrato sul tour bus durante il Monster Ball Tour. Reso noto a febbraio 2011, il brano prende vita dall'energia del precedente singolo, Dance in the Dark, e dall'amore per New York, città natale della cantante stessa. Il brano è stato pubblicato per promozione sul gioco FarmVille, sei giorni prima dell'uscita di Born This Way.
Marry the Night è un brano dance-pop ed elettropop, influenzato dalla musica house e rock, che presenta campane elettroniche, sonorità di un organo electro, battiti techno e un breakdown influenzato dal funk rock. Il brano è stato lodato da molti critici musicali, che hanno esaltato la sua natura dance grandiosa ed euforica, mentre alcuni di essi hanno sollevato confronti con il produttore discografico italiano Giorgio Moroder e con il musicista rock Bruce Springsteen.
Subito dopo l'uscita di Born This Way, Marry the Night si è classificato in alcuni Paesi solo grazie alle vendite digitali del disco da cui era estratto ed ha avuto discreto successo in Austria, Canada, Ungheria, e Slovacchia. Il brano è stato il dodicesimo singolo consecutivo di Gaga a raggiungere il primo posto della classifica Dance/Club Play Songs di Billboard, facendo di lei, l'artista con maggior numero di primi posti consecutivi, nel periodo di tempo compreso tra la sua prima numero uno nel 2009 e il 2011. Il singolo, però, non ha ottenuto lo stesso successo nella Billboard Hot 100, nella quale ha raggiunto la 29ª posizione, riuscendo comunque ad ottenere un certificato come "disco d'oro".

## Antefatti e descrizione
Mentre Gaga portava avanti il The Monster Ball Tour, Garibay cominciò a lavorare sulla musica del brano. Il tour ebbe fine, e Gaga fece ritorno nello studio sul bus chiedendogli a che punto fosse con la sua stesura. Dopo averle fatto ascoltare la melodia per la prima volta, Gaga ha affermato di essere scoppiata a piangere, e subito dopo di aver scritto il testo. Marry the Night è stata registrata in un primo momento nel Bus Studio nel 2010, ma è stata poi mixata nel The Mix Room a Burbank da Dave Russell. Gaga l'ha definito "un pezzo per discoteca, una corposa stazione di gas". Garibay ha affermato che Gaga era rimasta assorta per alcuni minuti e poi gli aveva chiesto di procurarle un microfono, completando il processo in circa un'ora.
Marry the Night è un brano dance-pop ed elettropop con influssi di house e pop rock. Il brano dirompe con lo scoccare elettronico delle campane di una chiesa su cui Gaga pronuncia lentamente: "I'm gonna marry the night/I won't give up on my life/I'm a warrior queen/Live passionately tonight." Presto, dopo alcuni secondi, il ritmo esplode in una musica dance, accompagnata da battiti techno, applausi, e spiana la strada al ritornello, in cui Gaga denuncia il proprio amore per la notte. È stato paragonato da Tim Jonze dal The Guardian al brano Eurodance, It's My Life di Dr. Alban, mentre Nicola James da MTV ha paragonato il ritornello a quello del singolo di Jennifer Lopez, Waiting for Tonight del 1999.
Il ritornello è seguito da un break in stile funk-rock. Il suono delle campane ha permesso di delineare parallelismi tra i fan di Gaga e i membri di un culto religioso. Il testo parla di una festa scatenata in piena notte e rende omaggio alla scena musicale della downtown di New York.
(Lady Gaga descrivendo il brano per MTV)
Marry the Night è un brano creato come proseguimento della traccia Dance in the Dark. La filologia logica ci permette di capire che nella prima canzone la cantante ha incontrato la notte (il buio, "dark") per poi danzarci appassionatamente e nella seconda finalmente decide di sposare la sua grande amica, la notte. È un brano in apice lento suonato con strumenti computeristici e tecnologici ma che poi esplode per dar via a un ritmo eccentrico e sofisticato da capire. Il brano è stato menzionato da Gaga come traccia dal suo secondo album di inediti, Born This Way, nel programma radiofonico di Ryan Seacrest, dove ne ha parlato come uno dei suoi brani preferiti del disco. Prima di dedicarsi alla scrittura di Marry the Night, Gaga aveva ascoltato Dance in the Dark e aveva deciso di eguagliare l'energia di quel brano con la sua nuova collaborazione con Garibay. "Mi ricordo che stavo dietro le quinte e ascoltavo il preludio al concerto, e allora saltai sul palco e sentii Dance in the Dark che apriva lo spettacolo, e ho voluto sorpassare quella sensazione. Volevo far meglio di quel momento che dava avvio al concerto.
La stessa Lady Gaga affermava prima dell'uscita dell'album che Marry the Night era la sua traccia preferita e che di sicuro sarebbe diventata singolo. Sarebbe infatti dovuta essere il primo singolo estratto dall'album, ma alla fine è stata scelta Born This Way.
Volendo creare un nuovo stile di musica, Gaga ha annunciato che il brano non avrebbe richiamato nessuna delle sue produzioni precedenti. Era infatti decisa a scrivere un brano che potesse definire a che stato fosse con se stessa e con Born This Way.
L'annuncio del brano come singolo risale al 28 settembre 2011. Gaga disse per la prima volta il nome del brano a febbraio 2011 durante la trasmissione americana On Air with Ryan Seacrest.
La prima strofa della canzone venne cantata in anteprima durante la registrazione all'HBO del suo The Monster Ball Tour il 7 maggio 2011.

## Copertina
Il 17 ottobre 2011 Gaga ha mostrato la copertina artistica ufficiale tramite TwitPic citando il testo del bridge del brano, "New York is not just a tan that you'll never lose". Prima di presentare il copridisco, ha scritto: "Questo è il mio brano preferito nell'album. Sei pronto [al produttore] @FERNANDOGARIBAY? Questo è uno nostro tesoro". Un'ora dopo, ha scritto "Volete la copertina del singolo #MARRY THE NIGHT stasera?". Sul copridisco si staglia seduta su una macchina immersa nell'acqua mentre a qualche metro di distanza un altro veicolo è divorato dalle fiamme.

## Promozione

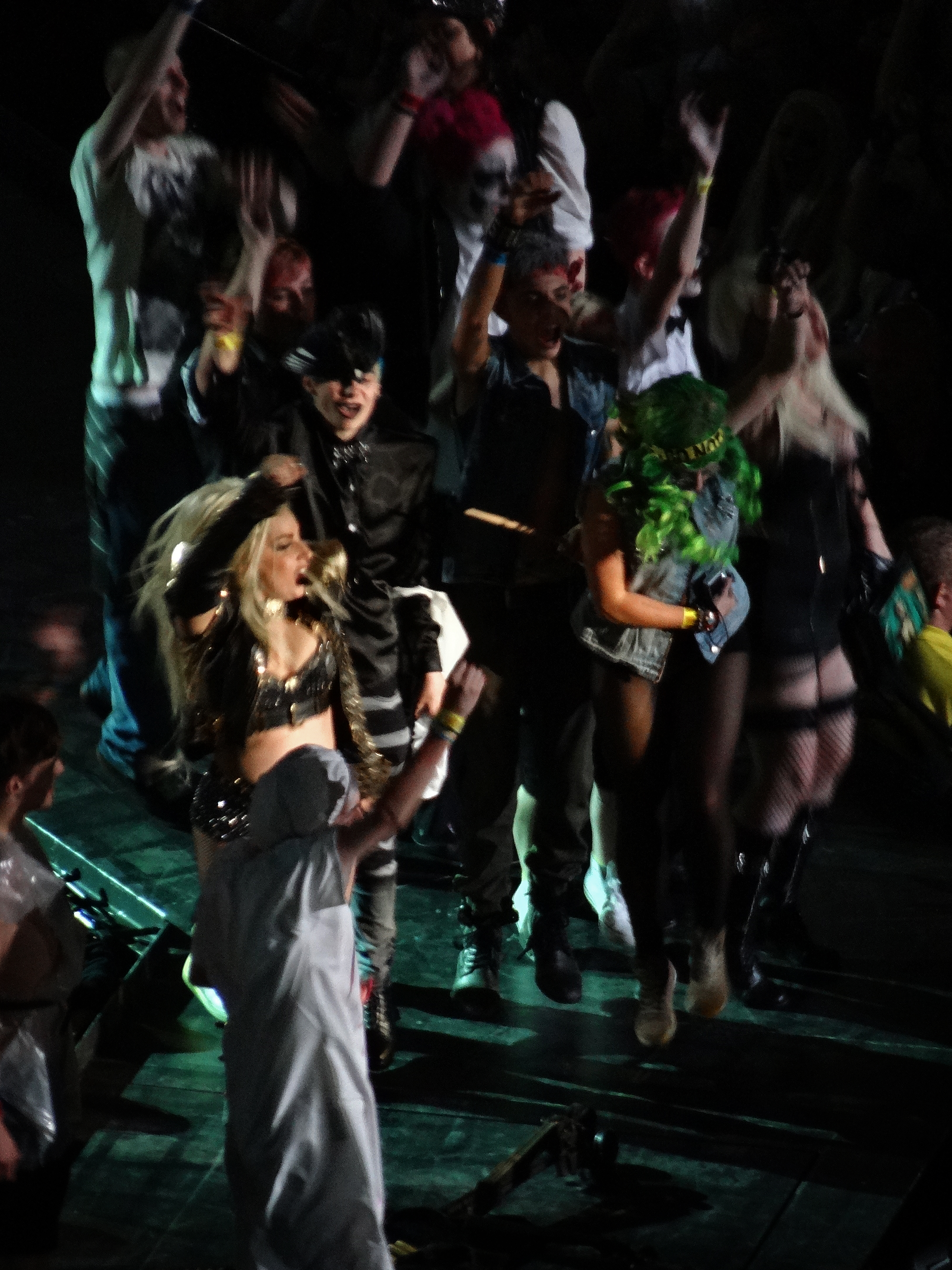
Lady Gaga canta il singolo assieme ad alcuni fans durante il Born This Way Ball

In fase di promozione per il lancio di Born This Way, Gaga ha deciso di far circolare Marry the Night nel gioco in rete FarmVille il 17 maggio 2011. Il brano è circolato nella Gagaville, un reparto di FarmVille che Gaga ha contribuito ad allestire con la società di videogiochi Zynga. Passati quattro mesi dal lancio di Born This Way, Marry the Night è stato annunciato dalla stessa Gaga come quinto singolo estratto dal disco.
Il brano è stato eseguito per la prima volta dal vivo, in versione acustica, al concerto che ha seguito il Gran Premio d'India, accompagnata dal pianoforte (suonato da lei stessa) e da un sitar, strumento tipico della tradizione orientale; la scelta dell'arrangiamento è stata effettuata per creare un sincretismo stilistico tra il genere dance/electro-pop "occidentale" dell'artista e le tipiche sonorità orientali. Il 6 novembre, in occasione degli MTV Europe Music Awards, la cantante ha eseguito per la prima volta il brano in diretta televisiva; la scenografia era composta da una riproduzione tridimensionale della superficie lunare, sulla quale Lady Gaga ha cantato, prima di scendere sul palco ed eseguire la coreografia con il suo corpo di ballo. Qualche giorno dopo Lady Gaga ha cantato Marry The Night alla cerimonia di consegna dei Bambi Awards in Germania, dove ha eseguito metà canzone al pianoforte e il resto ballando. Lady Gaga ha inoltre cantato Marry the Night in live anche al talent show The X Factor, in Regno Unito. Nella performance Gaga ha utilizzato un costume di una donna decapitata, in cui la sua testa sbucava tra le braccia, come se la dama reggesse il proprio capo decapitato. La cantante si è esibita con il brano nel suo programma televisivo A Very Gaga Thanksgiving e anche alla serata per le nomination dei Grammy Award 2012, dove si è esibita con un look da scheletro.
Marry the Night è la canzone conclusiva del Born This Way Ball del 2012.

## Accoglienza
Marry the Night ha ricevuto buoni responsi dai critici. Stephen Erlewine da AllMusic ha dato al brano un parere positivo, dicendo che esso "dà luce con un impulso neon". Sal Cinquemani da Slant Magazine ha citato Marry the Night come una traccia molto bella nell'album e l'ha definita "un degno successore a Dance in the Dark". Mark Savage da BBC Music ha definito Marry the Night perfetta come "può esserlo un chiaro salto di pompaggio a mano in un colosso". Christian Blauvelt da Entertainment Weekly ha paragonato il brano all'opera del produttore discografico italiano Giorgio Moroder. Caryn Ganz da Spin è stata incantata dal brano, che ha definito "un catenaccio alla pista da ballo". Tim Jonze dal The Guardian ha paragonato il ritornello a quello di It's My Life di Dr Alban e ha affermato che esso si potrebbe facilmente dimenticare rispetto ai più bei brani da ballare nell'album. Il Rolling Stone è rimasto sorpreso dal fatto che Marry the Night prometteva di tirare fuori "di più, e di più" da lei, mentre ha proposto pop e glam metal e influssi di artisti come Pat Benatar, Bonnie Tyler e Bon Jovi. Evan Sawdey da PopMatters ha dato un'opinione negativa al brano, dicendo "Marry the Night vuole essere molto un disinnesto fuoriclasse dei Justice, a cui si aggiunge un bridge di banalità a ritmo veloce e una fase strumentale completamente priva di senso, e infine lei chiude affievolendo la potenza del suo lamento canzonando 'let's take the night'". Kerri Mason da Billboard ha riscontrato influssi di gothic rock, ma ha finito col parlare di un "brano pop impenitente alimentato per discoteca" che sarebbe stato un numero di produzione nell'album di debutto di Gaga, The Fame, nel 2008. Neil McCormick da The Daily Telegraph ha riscontrato un'analogia con il musicista rock "Meat Loaf che va in discoteca" mentre descriveva il brano. Dan Martin da NME ha considerato che il brano, anche se emozionante, sia troppo conservativo per essere il pezzo d'apertura di Born This Way. Ha poi riscontrato alcune somiglianze con l'opera di Moroder e gli influssi del singolo Born to Run di Bruce Springsteen nel 1975.

## Video musicale
Il video musicale di Marry the Night è stato filmato nei Giardini Botanici Staten Island e Harlem dal 10 ottobre 2011, al 13 ottobre 2011. Il 17 ottobre, Gaga ha postato sul suo account di Twitter: "ho appena finito le riprese del mio quinto video musicale, non vedo l'ora di schiuderne tutti i segreti e condividere con voi i momenti del mio passato di cui non ho mai parlato prima", e ha aggiunto "Rimettete Born This Way su un vascello, per una rinascita". A proposito delle riprese del video, Lynn Kelly, un CEO del Sailors' Snug Harbor, in cui è stata evocata l'atmosfera del video, ha detto:
Ci siamo resi conto che per lei e il suo staff fosse facile lavorare a bassa luminosità. Credevamo di aspettarci un grande spettacolo ma, a dir la verità, è probabilmente lei la persona più coi piedi per terra che conosca. È stato molto dolce. E lei è stata amichevole e gentile. [...] Penso che siamo molto entusiasmati di aver una persona del suo talento, e avere una donna del suo calibro che faccia un video qui è un vero onore. E la musica che fa per musica è molto più di un intrattenimento. È allacciata all'arte a un livello molto più profondo."
L'11 ottobre 2011 siti e riviste hanno annunciato che Lady Gaga era stata sorpresa a filmare il video nello Snug Harbor Cultural Center.
Durante un'intervista con NDTV il 31 ottobre, Gaga ha rivelato di aver diretto il video, e di aver collaborato con il direttore della fotografia Darius Khondji e lo scenografo Gideon Ponte.
Gaga ha annunciato su Twitter che il video sarebbe stato il più lungo che lei avesse mai fatto, e "l'inizio di una storia di cui non ho mai parlato". Il 17 novembre 2011 pubblica Marry The Night: The Prelude Pathétique, la prima parte del video, della durata di 1 minuto e 48 secondi sul suo canale VEVO. James Montgomery da MTV News ha paragonato la scena al film drammatico del 1975, Qualcuno volò sul nido del cuculo e al film horror del 1980, Shining. Il 20 novembre, Gaga è stata ospite allo show Alan Carr: Chatty Man e ha spiegato il significato del video musicale di Marry the Night. "So cosa il rifiuto provoca nell'industria. Ho firmato, sono stata scartata, ho firmato di nuovo. È attorno a questo in realtà che ruota il video di Marry the Night. Parla di uno dei giorni più orrendi della mia vita, quando mi hanno espulsa dalla mia prima casa discografica, ed è la storia di quello che è successo quel giorno." Una seconda anteprima del video musicale, filmata in una sala da ballo, è stata presentata il 25 novembre 2011. Gaga ha detto nella rivista Vanity Fair che il video è "autobiografico" e illustra "il giorno più brutto della sua vita". Il video è comparso in rete alcune ore prima del suo lancio ufficiale. Gaga ha comunicato su Twitter il proprio dissenso per la circolazione precoce del video.
Il video avrebbe dovuto essere mostrato in anteprima il 1º dicembre durante il programma E! News, ma fu diffuso poche ore prima. In Italia è uscito intorno alle due del mattino. La durata del video è di 13 minuti e 51 secondi, risultando effettivamente il video musicale più lungo mai girato da Gaga.

### Sinossi

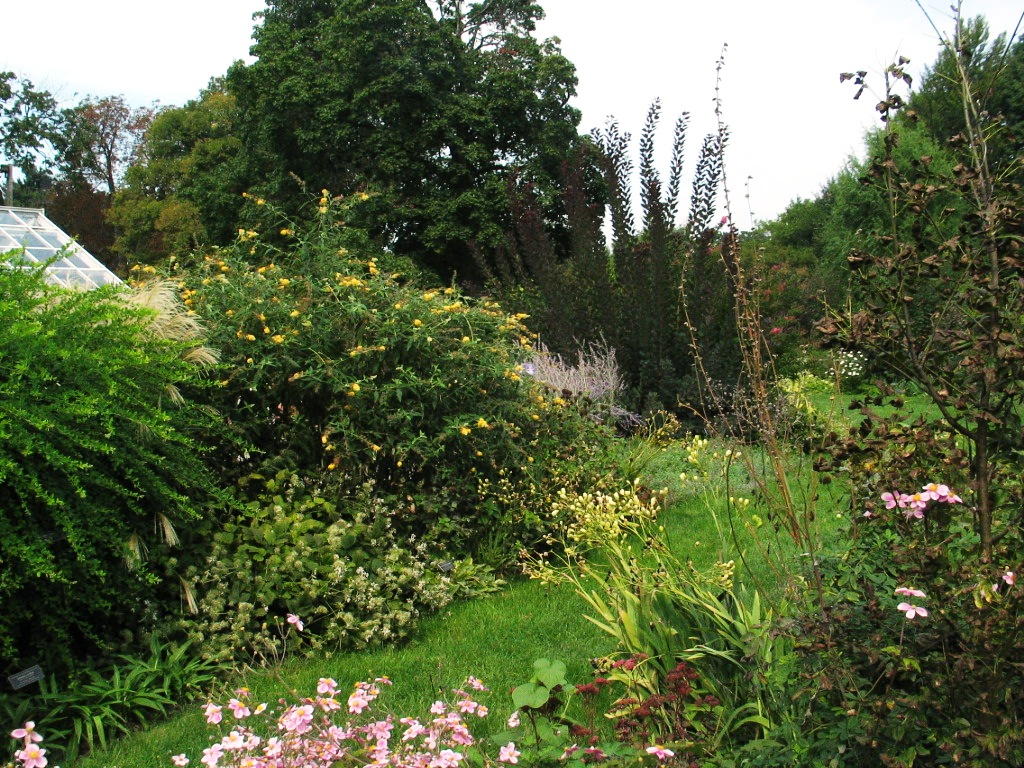
Il giardino botanico dello Snug Harbor Cultural Center è una delle location del video

Il video comincia con Lady Gaga bruna su una barella, probabilmente svenuta, mentre viene trasportata da due infermiere e fa un monologo interiore sulla sua vita passata. Il video continua con la cantante che viene portata in una stanza dove poi si risveglia e parla con un'infermiera; prende una sigaretta dalla borsa ma mentre cerca l'accendino l'infermiera gliela toglie. La cantante, dopo aver detto "Ce la farò. Sarò una star, perché non ho più niente da perdere", chiede all'infermiera di mettere un po' di musica e si vedono delle scene in cui c'è Lady Gaga in versione ballerina, con un vestito e un tutù rosa, mentre balla sulla sonata per pianoforte di Beethoven in un teatro. In un'altra scena la si vede sempre nell'ospedale psichiatrico, dove ci sono delle ragazze che gridano, ridono e scherzano con le infermiere. Dopo la cantante viene portata nel suo appartamento da un'amica, che la spoglia e la mette a letto. Poco dopo riceve una telefonata dal direttore discografico, che l'avverte che è stata rifiutata. Disperata, si ubriaca, rompe dischi e specchi, si versa dei cereali addosso e infine si butta in una vasca da bagno dove comincia a decolorarsi i capelli canticchiando la canzone. In un'altra scena, la cantante è vestita con un top azzurro e jeans decorato da strass, con un giacchetto dello stesso tipo e delle scarpe di cristallo.
Entra in una scuola di danza, con dei ballerini che la guardano in silenzio dal mezzano. Suona la campanella. La scena si sposta nel parcheggio sul tetto di un edificio, con delle automobili in fiamme e la cantante che è appoggiata con le gambe sul tetto della macchina e con il resto del corpo all'interno del mezzo; piove. Gaga riesce infine a entrare nell'auto, inserisce lo Stereo 8 di Marry The Night nel registratore, si aggiusta il trucco sbavato, fuma e canta la canzone. Mentre le altre auto esplodono, lei esce dall'auto, sale sul tetto e canta. La scena si sposta in una sala della scuola di danza, in cui la cantante si toglie gli orecchini, si riscalda e poi balla insieme agli altri ballerini. Dopo il secondo ritornello, la scena si sposta in strada, dove la cantante continua la coreografia insieme ai ballerini. Subito dopo si vedono vari flash, alcuni dal passato, alcuni dal presente: la cantante che entra negli appartamenti della scuola di danza, mangia una pizza, vomita, porta fuori una tastiera cadendo dalle scale, dà fuoco alle auto, si agita nella vasca, spacca uno specchio; infine entra con un grande cappello nero in auto, con scritto sulla mano l'indirizzo della Interscope Records. Il video termina con uno sfondo nero e delle fiamme che avvolgono la cantante con un abito rosso e un copricapo a forma di parabola, simbolo della Fenice che rinasce dalle ceneri.
Il video ha ottenuto più di 5 milioni di visualizzazioni in meno di 48 ore, detenendo un record.

### Accoglienza
Jason Lipshutz da Billboard ha affermato che il video "mostra la pop star nella sua provocazione più solenne, con estese sequenze di ballo, esplosioni, nudo, e un violento attacco a una scatola di Honey Nut Cheerios." Gin Sepre da E! Online ha paragonato il video al libro La ragazza interrotta. Eleanor Gower dal Daily Mail ha sostenuto che il video non era "meno spettacolare di quelli offerti in passato". Kathryn Kattalia dal Daily News ha paragonato Gaga a Madonna in diverse scene del video. Kattalia ha lodato il ballo durante il video, definendolo "il più bello" che lei avesse mai fatto, ma ha criticato le scene di nudo ribattendo: "il resto del video è un po' noioso per i canoni di Gaga". Leah Collins da Dose ha paragonato i costumi di Gaga ai disegni di Christian Louboutin, e ha associato la scenografia del video alla copertina di Born This Way, e l'ha definita "una rivisitazione elegante di Ragazze, interrotte.

## Formazione
Hanno partecipato alle registrazioni, secondo le note di copertina di Born This Way:
- Lady Gaga – compositrice, produttrice, coro
- Fernando Garibay – compositore, produttore, programmatore, piano
- Dave Russell – registrazione, missaggio
- DJ White Shadow – programmatore
- Gene Grimaldi – mastering
- Eric Morris – tecnico
- Paul Pavao – tecnico

## Tracce
CD singolo
1. Marry the Night – 4:24 (Lady Gaga, Fernando Garibay)
2. Marry the Night (David Jost & Twin Radio Remix) – 3:31 (Lady Gaga, Fernando Garibay)

7" (Regno Unito)
1. Marry the Night (The Weeknd & Illangelo Remix) – 4:04 (Lady Gaga, Fernando Garibay)
2. Marry the Night (Totally Enormous Extinct Dinosaurs Marry Me Remix) – 5:49 (Lady Gaga, Fernando Garibay)

Remix
1. Marry the Night (Zedd Remix) – 6:14 (Lady Gaga, Fernando Garibay)
2. Marry the Night (Sander Van Doorn Remix) – 5:38 (Lady Gaga, Fernando Garibay)
3. Marry the Night (Afrojack Remix) – 9:18 (Lady Gaga, Fernando Garibay)
4. Marry the Night (John Dahlbäck Remix) – 5:19 (Lady Gaga, Fernando Garibay)
5. Marry the Night (Sidney Samson Remix) – 4:44 (Lady Gaga, Fernando Garibay)
6. Marry the Night (R3hab Remix) – 4:54 (Lady Gaga, Fernando Garibay)
7. Marry the Night (Lazy Rich Remix) – 5:43 (Lady Gaga, Fernando Garibay)
8. Marry the Night (Dimitri Vegas & Like Mike Remix) – 5:58 (Lady Gaga, Fernando Garibay)
9. Marry the Night (Quintino Remix) – 5:52 (Lady Gaga, Fernando Garibay)
10. Marry the Night (Danny Verde Remix) – 7:45 (Lady Gaga, Fernando Garibay)

## Classifiche

### Classifiche settimanali
| Classifica (2011)   | Posizione massima |
| ------------------- | ----------------- |
| Austria             | 13                |
| Australia           | 80                |
| Belgio (Fiandre)    | 51                |
| Belgio (Vallonia)   | 38                |
| Canada              | 11                |
| Finlandia           | 28                |
| Francia             | 50                |
| Germania            | 17                |
| Giappone            | 51                |
| Irlanda             | 24                |
| Italia              | 40                |
| Libano              | 16                |
| Regno Unito         | 16                |
| Repubblica Ceca     | 29                |
| Slovacchia          | 7                 |
| Stati Uniti         | 29                |
| Hot Dance Club Play | 1                 |
| Svizzera            | 34                |
| Ungheria            | 9                 |

### Classifiche di fine anno
| Classifica (2011) | Posizione |
| ----------------- | --------- |
| Regno Unito       | 160       |
| Classifica (2012) | Posizione |
| Canada            | 74        |
| Ungheria          | 90        |

## Date di pubblicazione
| Paese       | Data             | Etichetta  | Formato                | Nota   |
| ----------- | ---------------- | ---------- | ---------------------- | ------ |
| Australia   | 17 ottobre 2011  | Interscope | Contemporary hit radio | [ 71 ] |
| Italia      | 11 novembre 2011 | Universal  | Contemporary hit radio | [ 5 ]  |
| Stati Uniti | 15 novembre 2011 | Interscope | Contemporary hit radio | [ 72 ] |
| Regno Unito | 21 novembre 2011 | Interscope | Download digitale      | [ 73 ] |
| Germania    | 2 dicembre 2011  | Interscope | CD                     | [ 74 ] |